# Бюрен (Нідерланди)
Бюрен (нід. Buren, нід. вимова: [ˈbyːrə(n)] ( прослухати)) — муніципалітет і місто у Нідерландах, у провінції Гелдерланд. Розташований у плодородному регіоні в дельті Рейну-Маасу-Шельди південніше течії Недеррейну та північніше Ваалю.

## Історія
Перші згадки про поселення на місці сучасного Бюрена датуються 772 роком, а 1298 року уперше згадується побудований тут замок. 1395 року Бюрен отримав права міста, а в 1492 році регіон навколо міста отримав статус графства.
1551 року правитель Нідерландів Вільгельм I Оранський побрався шлюбом із бюренською графинею Анною ван Егмонд. Відтоді титул графа (графині) Бюрена і Лердама належить монархам Нідерландів. Представники королівської родини країни послуговуються прізвищем Ван Бюрен у випадках, коли бажають зберегти анонімність.
Восьмий президент США Мартін ван Бюрен (1782-1862) був нащадком вихідців з Бюрена і 1853 року, після завершення свого президентського терміну, відвідав місто під час свого європейського турне.
Сучасний муніципалітет Бюрен утворився після приєднання до нього колишніх муніципалітетів Бесіхем, Зулен та Бюрмалсен (частково) на початку 1978 року, а також 
Мауріка та Ліндена на початку 1999 року.

## Топографія

Нідерландська топографічна карта муніципалітету Бюрен, червень 2015 року

## Населені пункти муніципалітету
Міста
- Бюрен
- Маурік

Села
- Ас
- Бесіхем
- Бюрмалсен
- Ек-ен-Віл
- Еріхем
- Зулен
- Зулмонд
- Інген
- Капел-Авезат
- Керк-Авезат
- Лінден
- Оммерен
- Равенсвай
- Рейсвейк

Селища
- Алст
- Бонтеморген
- Ганзерт
- Гог-Кана
- Гогмеєн
- Де-Босьєс
- Де-Гевел
- Де-Марс
- Ессебрук
- Зандберг
- Зевенморген
- Зварте-Пард
- Клінкенберг
- Люттервелд
- Люхтенбюрг
- Мертен
- Мертенвей
- Оммеренвелд
- Твеслейзен

## Місто-побратим
Бюрен має побратимські відносини із селищем  Кіндергук в штаті Нью-Йорк, США.

## Галерея

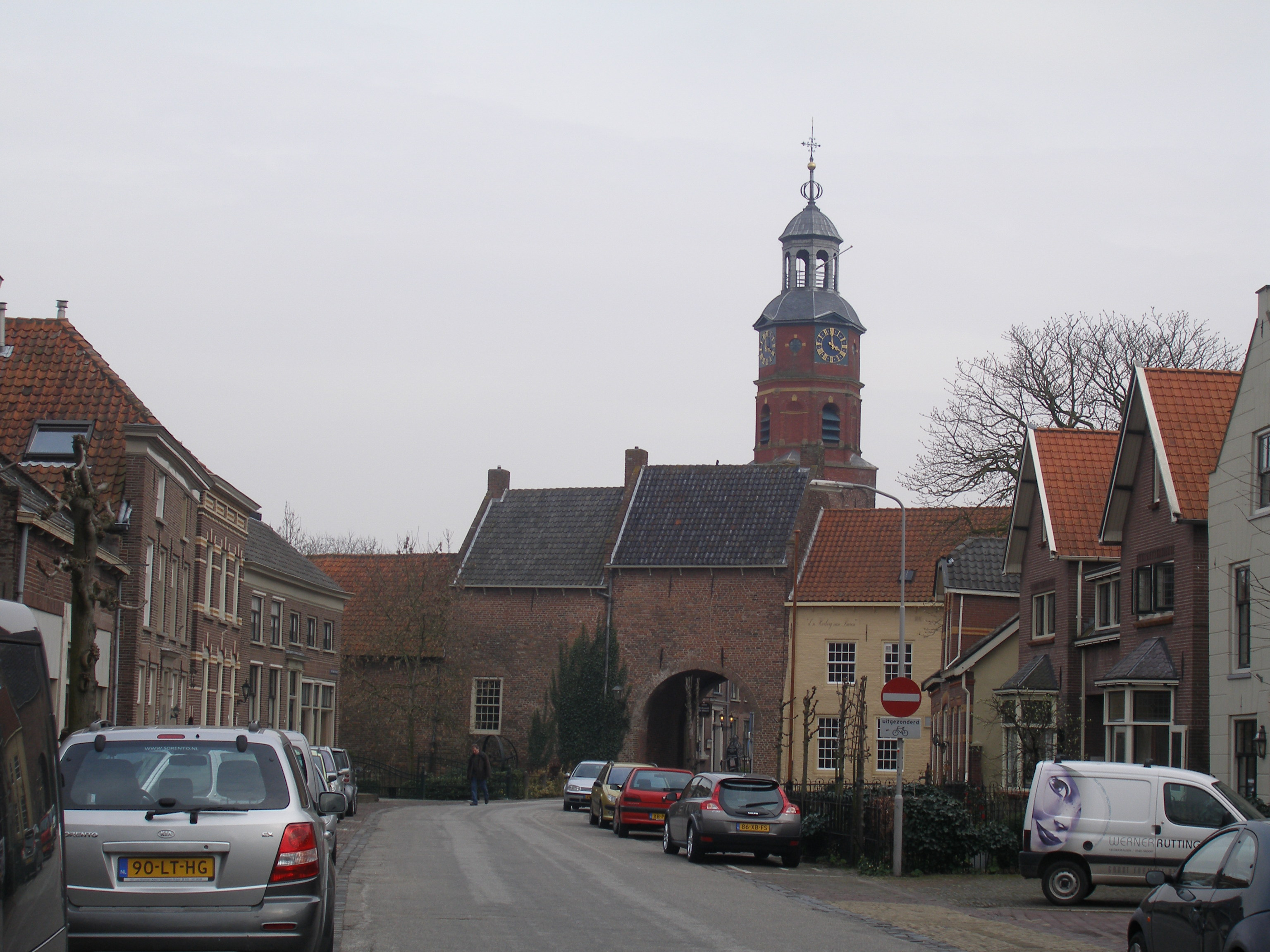
Кюлемборзька брама
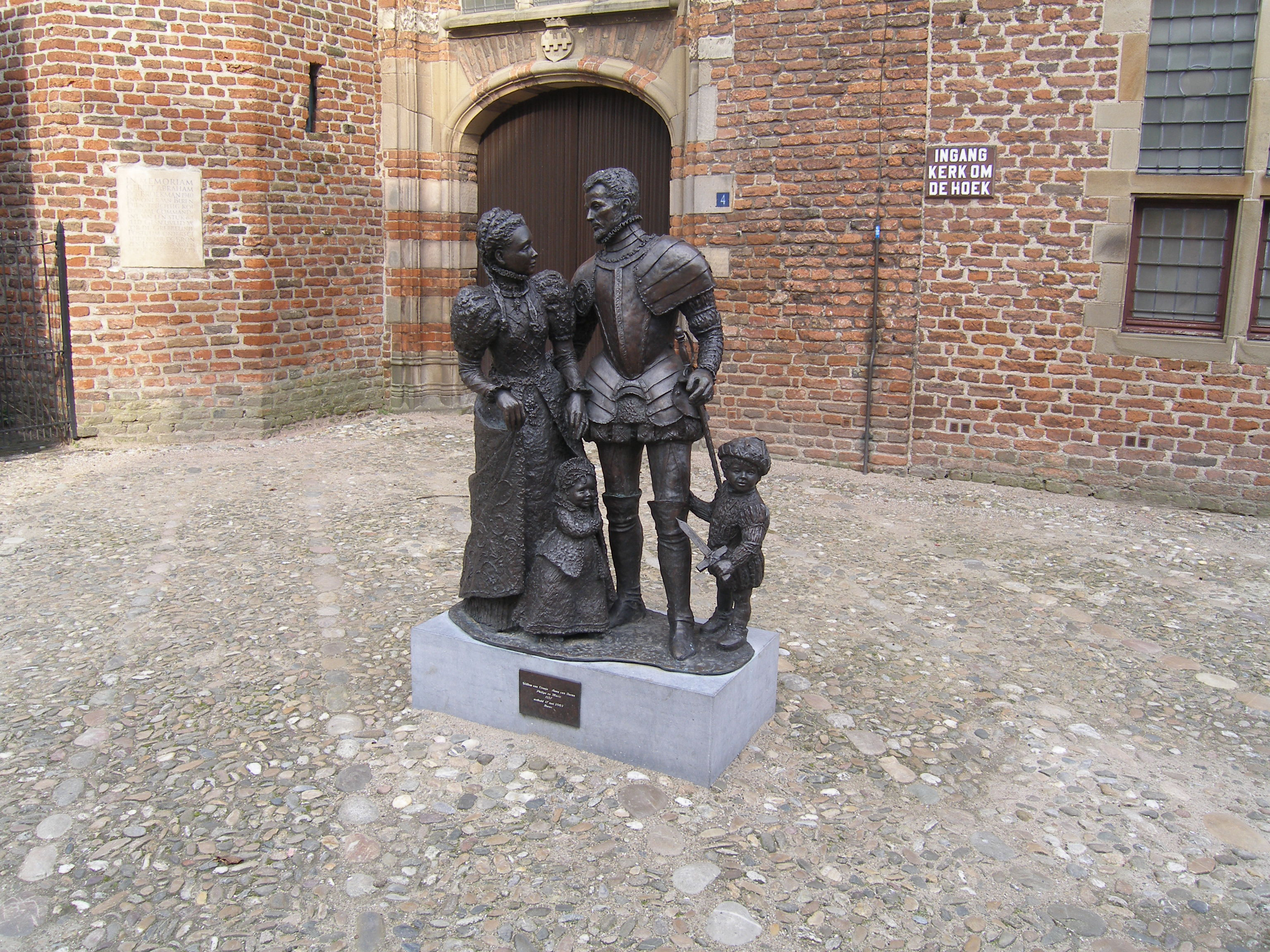
Статуя Вільгельма I Оранського та Анни ван Бюрен
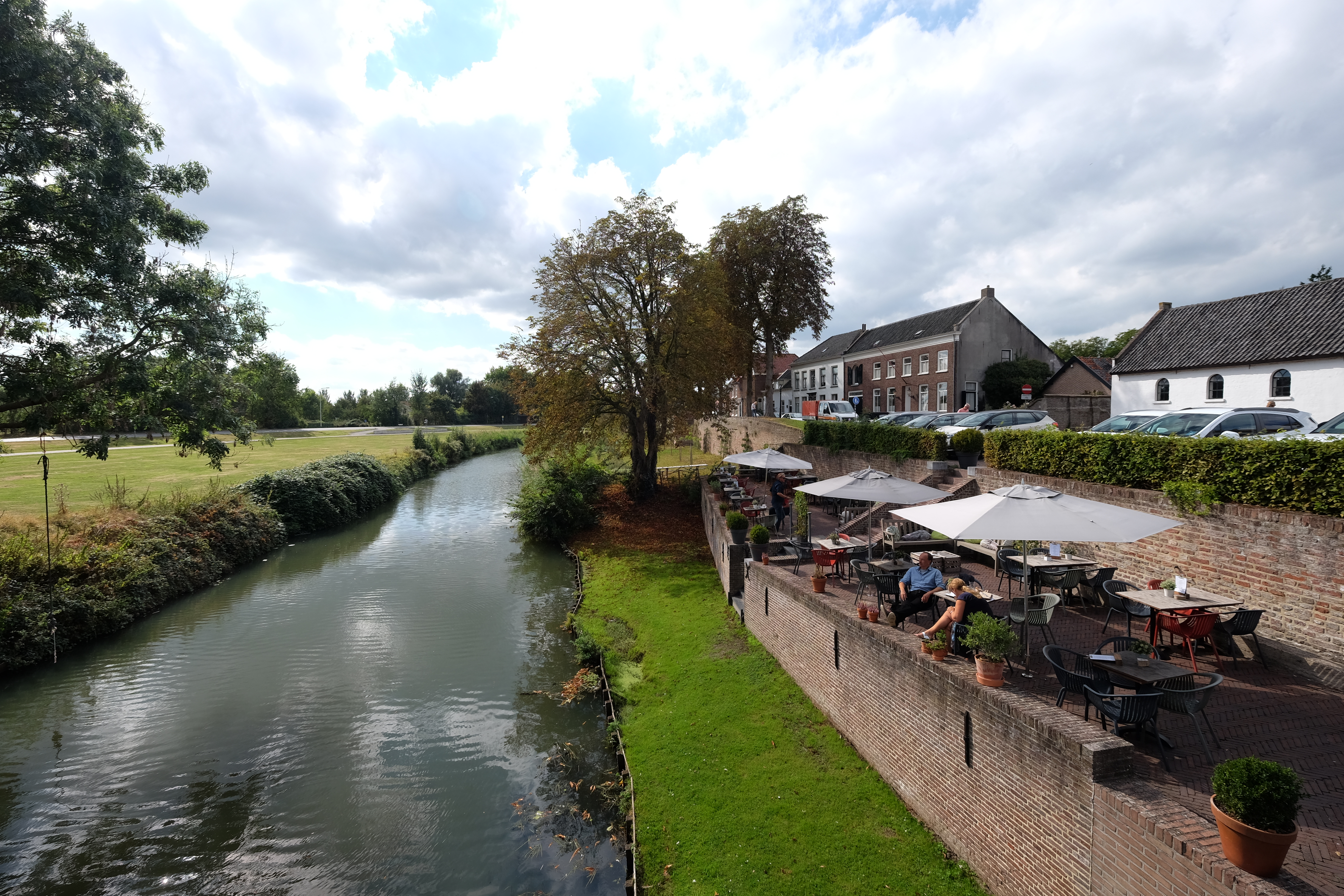
Міська панорама Бюрена
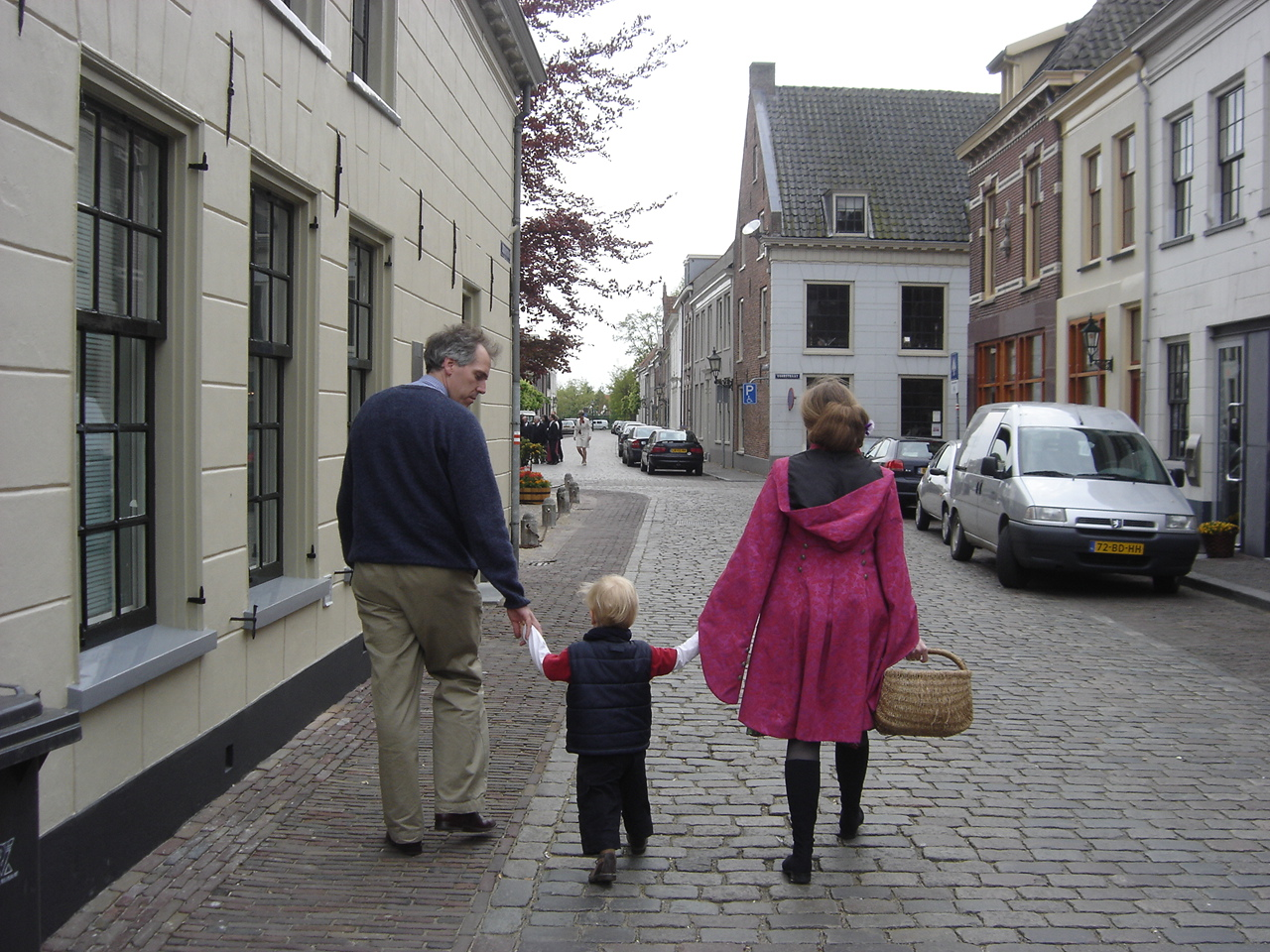
Бюренська вулиця
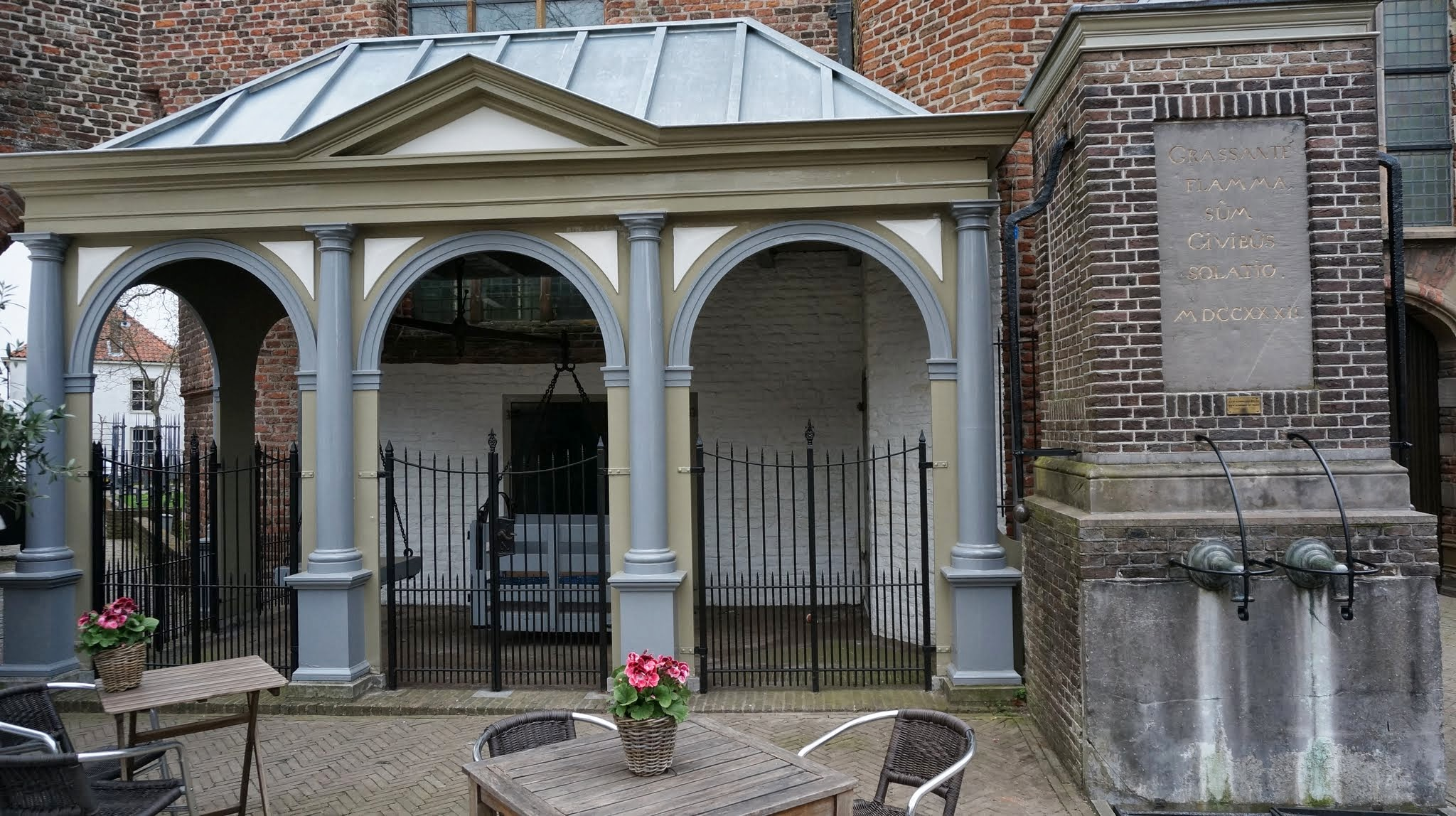
Ринкова площа в Бюрені.
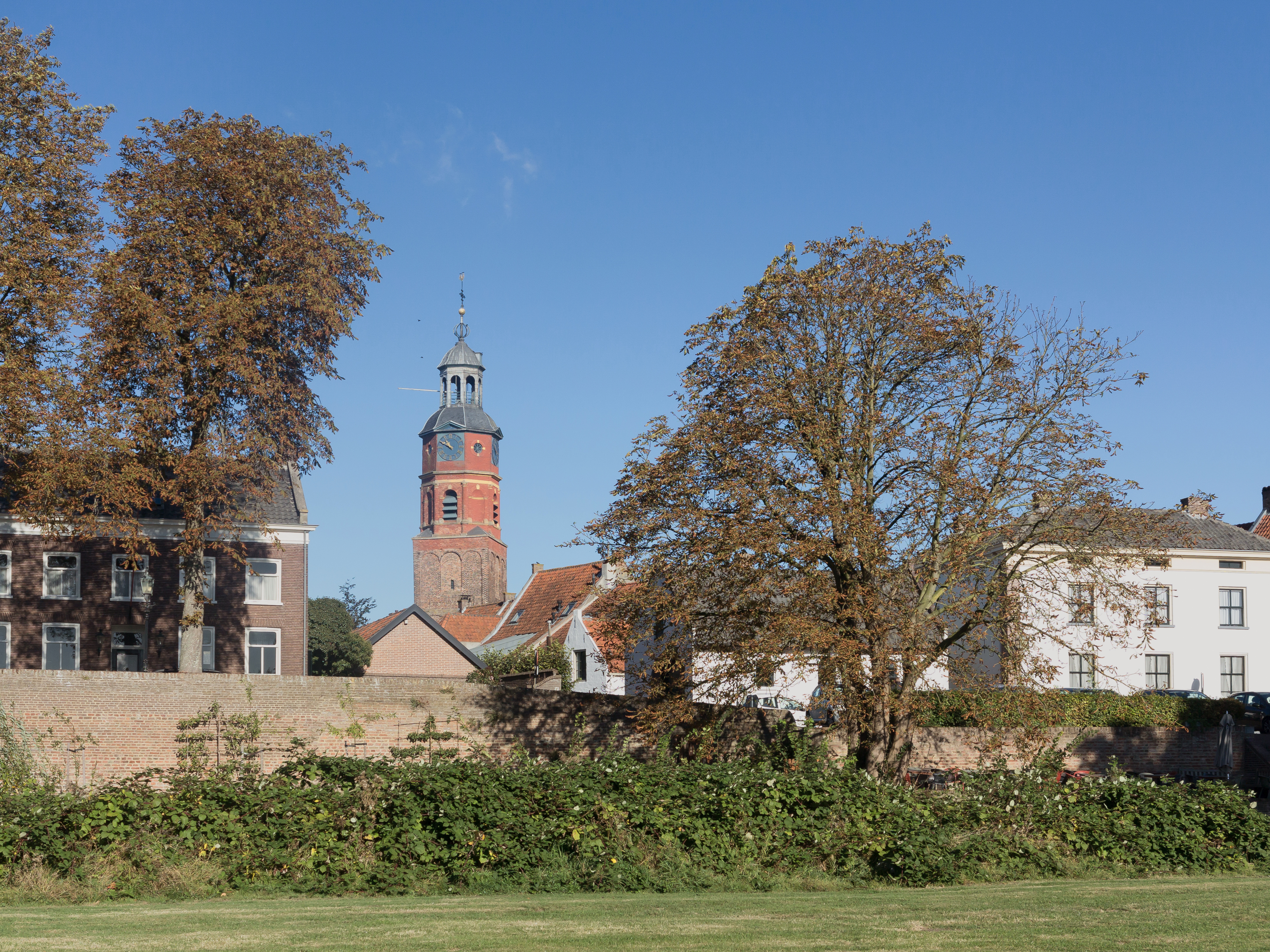
Церква св. Ламбертуса
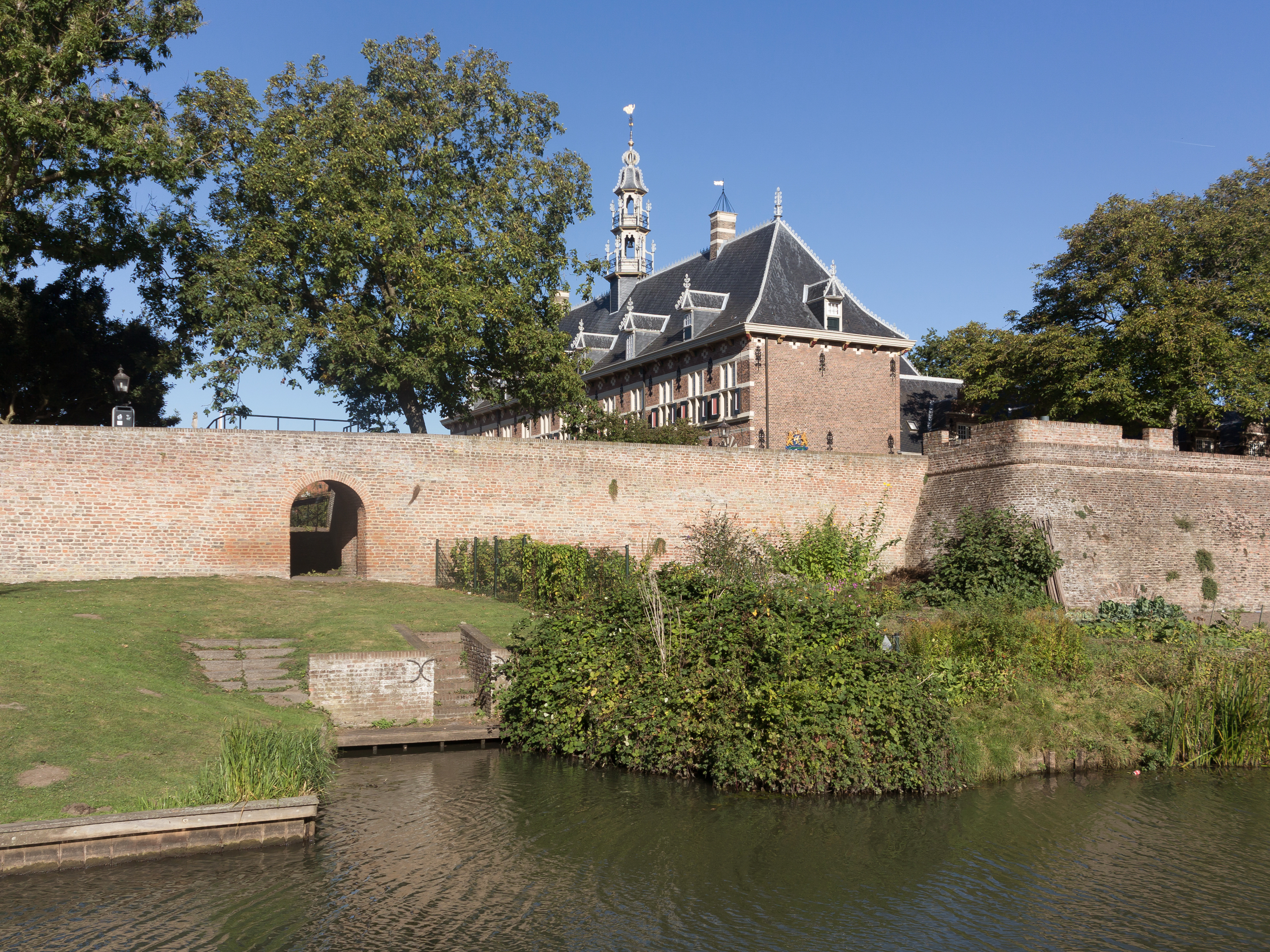
Міський сиротинець Бюрена